# Aleksandra Szwed

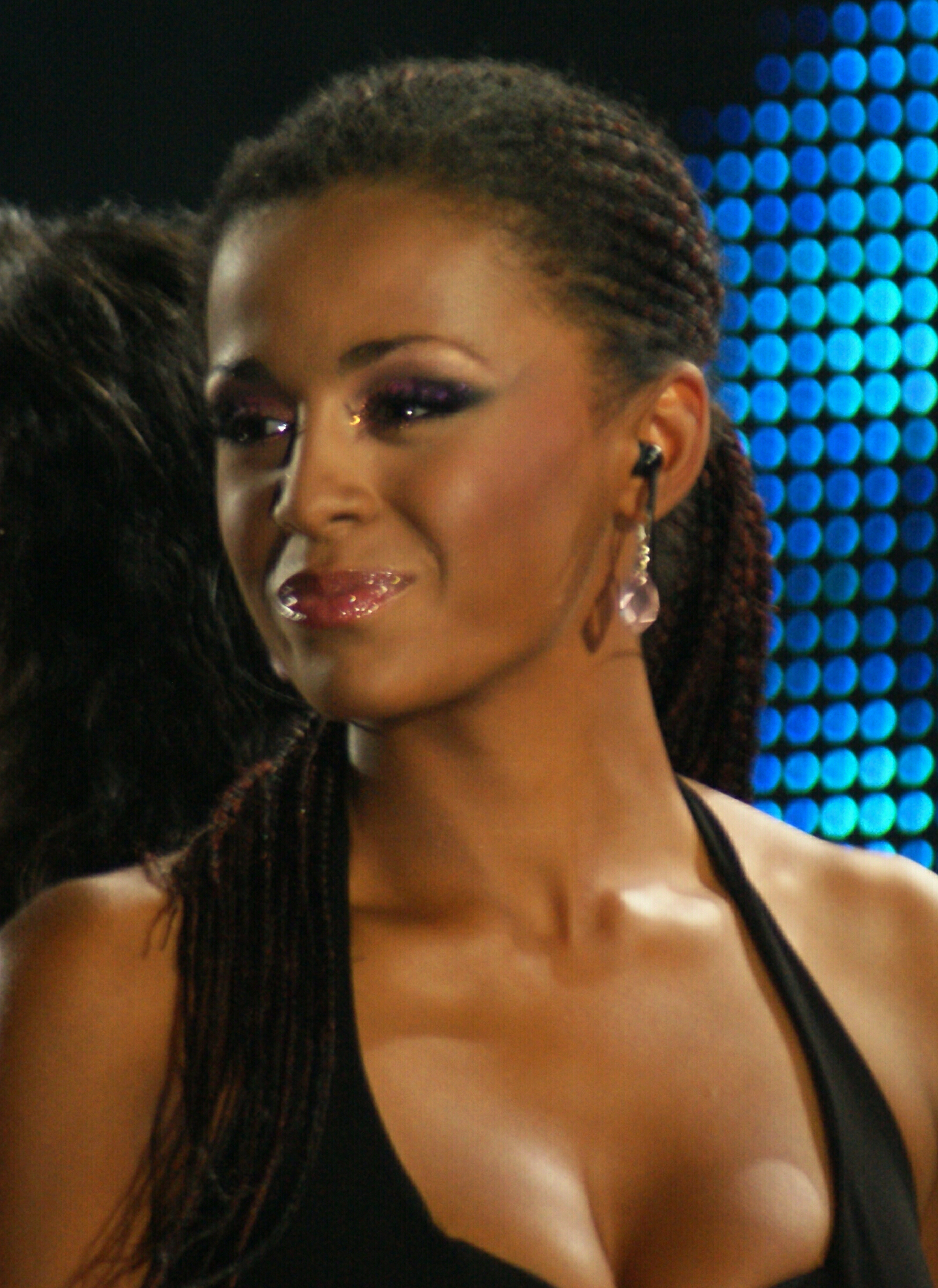
Aleksandra Szwed (2009)

Aleksandra Szwed (* 8. August 1990 in Warschau) ist eine polnische Schauspielerin, Sängerin und Moderatorin.

## Karriere
Vor ihrem Debüt in den Medien arbeitete Aleksandra Szwed in der Jugendhilfe und studierte nebenbei Kulturwissenschaft und Psychologie. Ihre Schauspielkarriere begann sie 1999 mit einer Rolle in der Fernsehserie „Rodzina zastępcza“ (dt. „Ersatzfamilie“) des polnischen Senders Polsat. Seitdem wirkte sie in unterschiedlichen Fernseh- und Kinofilmen mit. Seit 2003 ist sie auch am Theater tätig.
Im Februar 2009 nahm sie zusammen mit dem italienischstämmigen Sänger Marco Bocchino am polnischen Vorentscheid für den Eurovision Song Contest in Moskau teil, erlangte jedoch nur den zweiten Platz hinter der Siegerin Lidia Kopania. Im August 2010 und Oktober 2012 zog sie sich für die Zeitschrift Playboy aus.

## Trivia
Szweds Mutter ist Polin, ihr Vater stammt aus Nigeria. Sie zählt damit zu einer großen Gruppe nigerianischstämmiger Personen, die in Polen im öffentlichen Leben stehen. Hierzu gehören u. a. der Boxer Izuagbe Ugonoh, der Parlamentsabgeordnete John Godson, die Fernsehmoderatorin Olimpia Ajakaiye, der ehemalige Fußballspieler Emmanuel Olisadebe und der Partisane und Musiker August Agbola O’Browne.

## Filmografie
- 1999: Rodzina zastepcza (Fernsehserie, vier Folgen)
- 2008: Niania (Fernsehserie, eine Folge)
- 2008: Daleko od noszy (Fernsehserie, eine Folge)
- 2009: Teraz albo nigdy! (Fernsehserie, 12 Folgen)
- 2012: Ranczo (Fernsehserie, eine Folge)
- 2012: Martwe dzieci (Kurzfilm)
- 2013: Na krawedzi (Fernsehserie, vier Folgen)